# Telorta edentata
Telorta edentata là một loài bướm đêm trong họ Noctuidae.